# Привольное (Солонянский район)
Приво́льное (укр. Привільне) — село,
Привольненский сельский совет,
Солонянский район,
Днепропетровская область,
Украина.
Код КОАТУУ — 1225086001. Население по переписи 2001 года составляло 1131 человек.
Является административным центром Привольненского сельского совета, в который, кроме того, входят сёла
Гайдамацкое,
Малиновка,
Маяк,
Никольское,
Новотерноватка,
Петровское,
Трудолюбовка
и ликвидированное село
Новогригоровка.

## Географическое положение
Село Привольное находится на правом берегу реки Мокрая Сура в месте впадения в неё реки Камышеватая Сура,
выше по течению на расстоянии в 0,5 км расположено село Трудолюбовка,
на противоположном берегу — село Петровское,
на противоположном берегу реки Камышеватая Сура — село Никольское.
Через село проходит железная дорога, станция Платформа 252 км

## Происхождение названия
Название «Привольное» появилось со времён крепостного права. Привольное находилось рядом со свободным селом Сурско-Михайловка, то есть «при вольном».
На территории Украины 22 населённых пункта с названием Привольное.

## История
Село Привольное появилось в XIX веке. Первое письменное упоминание в исторических документах датируется 1858 годом, когда указывалось, что в Привольном было 80 домов. Среди населения распространено название села — Великое Захарино (укр. Велике Захарино).
В 30-х годах заведующим педагогической частью средней школы в с. Привольное Солонянского р-на работал Сидяга Петр Степанович (1893-1938), расстрелянный за контрреволюционную агитацию

## Экономика
- Привольнянское ХПП.
- «Агро-Интвест», ООО.
- Привольнянский тубдиспансер Солонянской ЦРБ.

## Объекты социальной сферы
- Школа.
- Детский сад.
- Амбулатория.
- Дом культуры.

## Достопримечательности
- Братская могила советских воинов.
- Свято-Покровский храм

## Известные жители и уроженцы
- Махота, Пётр Семёнович (1920—1997) — Герой Социалистического Труда.
- Сенагин Иван Леонтьевич (1915—1996) — Герой Советского Союза

## Галерея
- Привольное напротив Мокрой Суры
- Речка Мокрая Сура. Местность между Привольным и Жданово